# Gisela Kolb

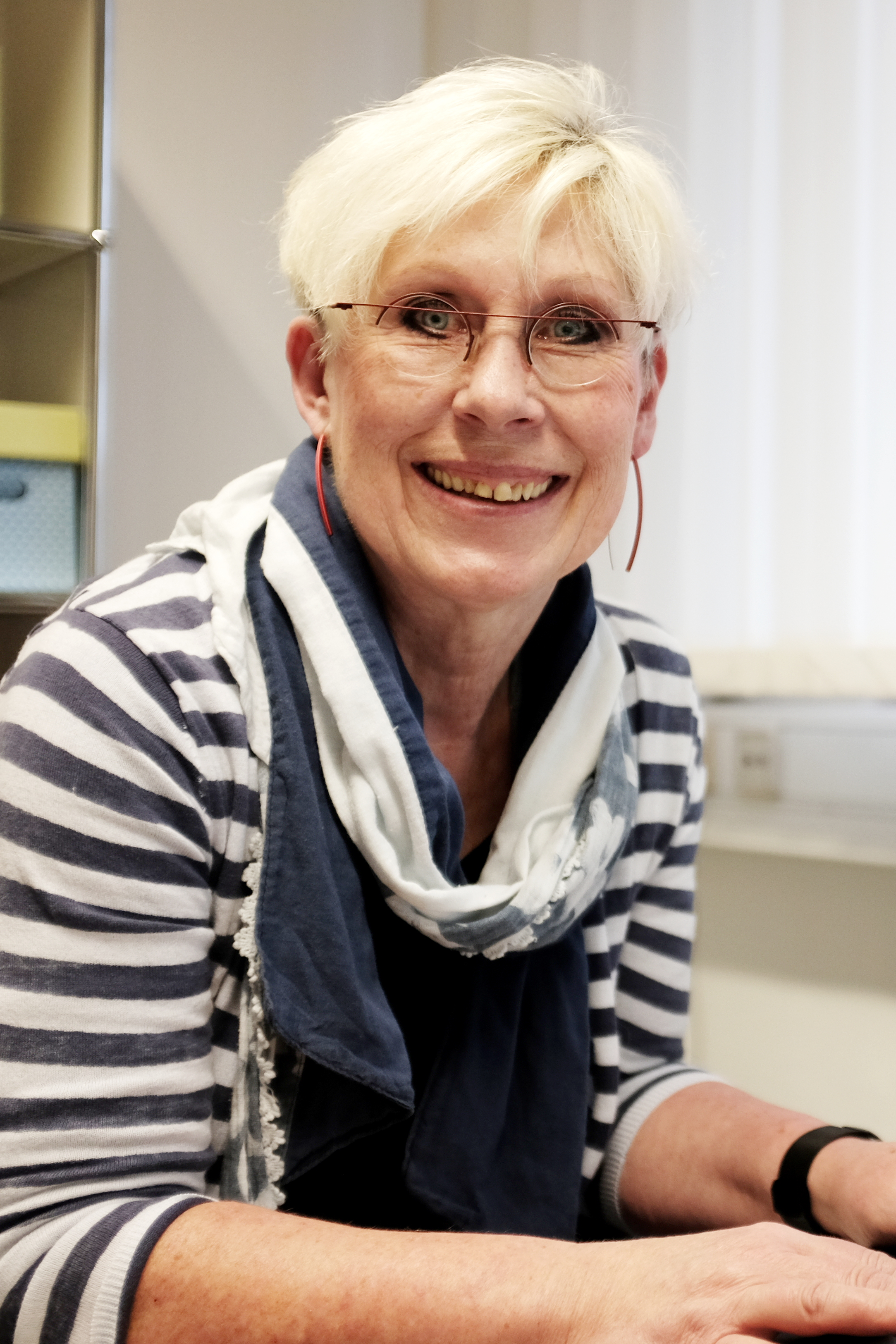
Gisela Kolb, 2017

Gisela Kolb (* 7. Mai 1957 in Neunkirchen) ist eine deutsche Politikerin (SPD). Sie war von 1999 bis 2017 Abgeordnete im saarländischen Landtag. 

## Ausbildung und Beruf
Nach dem Besuch der Grundschule Neunkirchen wechselte Kolb auf die dortige Realschule und erwarb 1974 die Mittlere Reife. Danach besuchte sie bis 1976 die Fachoberschule für Sozialwesen. Von 1976 bis 1979 absolvierte sie eine Ausbildung zur Verwaltungsangestellten bei der Kreisstadt Neunkirchen. Diesem Beruf ging sie im Anschluss bis 1999 nach.

## Politik
Der SPD gehört Kolb seit 1976 an. Sie hatte in der SPD verschiedene Funktionen inne. Von 1996 bis 2004 war sie stellvertretende Vorsitzende des Kreisverbandes Neunkirchen, von 2005 bis 2016 war sie Vorsitzende des SPD-Stadtverbandes Neunkirchen. Auch war sie Mitglied im Landesvorstand der SPD Saar und seit 2002 stellvertretende Landesvorsitzende der Frauen in der SPD.
Dem Landtag des Saarlandes gehörte Kolb als Abgeordnete seit der zwölften Legislaturperiode an – sie rückte 1999 für die verstorbene Marie-Luise Kuhn nach. Seit 2012 war Kolb stellvertretende Vorsitzende der SPD-Fraktion. Von 2011 bis 2012 war sie Vorsitzende des Ausschusses für Bildung und Medien.
Zur Landtagswahl für die 16. Legislaturperiode trat sie nicht mehr an. 

## Weitere Mitgliedschaften
Gisela Kolb ist Vorsitzende des Stiftungsrates der Tierschutzstiftung Saar, die 2001 gegründet wurde. Sie ist unter anderem Vorsitzende des Förderverein Pro Familia Neunkirchen und Fördermitglied des Deutschen Tierschutzbundes Landesverband Saar.